# Heterakidose der Nager
Die Heterakidose der Nager ist eine Infektion mit dem Fadenwurm  Paraspidodera uncinata (Familie Heterakidae). Sie kommt vor allem in größeren Beständen von Meerschweinchen mit Außengehegen oder Auslauf im Freien vor. Die Präpatenzzeit beträgt 50 bis 70 Tage. Der Befall mit Paraspidodera uncinata verläuft im Allgemeinen ohne klinische Symptome.
Bei stärkerem Befall können Allgemeinstörungen, Abmagerung, Durchfall und bei trächtigen Weibchen Fehlgeburten auftreten. Todesfälle können bei stark befallenen Jungtieren vorkommen.
Die Diagnose erfolgt über den Nachweis der dickschaligen Eier des Wurms aus dem Kot mittels Flotationsverfahren.
Zur Bekämpfung eignen sich die meisten Anthelminthika wie beispielsweise Fenbendazol oder Levamisol.